# ウィリアム・チロケ
ウィリアム・メダルド・チロケ・タバラ（William Medardo Chiroque Távara, 1980年5月10日 - ）は、ペルーの元サッカー選手。ピウラ県チュルカナス出身。現役時代のポジションはフォワード。